# Николовиус, Альфред
Альфред Георг Николовиус (нем. Alfred Georg Nicolovius; 30 ноября 1806, Кёнигсберг — 22 марта 1890, Бонн, Пруссия) — немецкий правовед, преподаватель в университете и писатель, внучатый племянник Иоганна Вольфганга фон Гёте, внук его сестры Корнелии.

## Биография
Альфред Георг Николовиус 13 ноября 1806 года в Кёнигсберге в семье министерского чиновника Георга Генриха Людвига Николовиуса (1767—1839) и его жены Марии Анны Луизы Николовиус (урождённой Шлоссер; 1774—1811), дочери писателя Иоганна Георга Шлоссера и племянницы Иоганна Вольфганга фон Гёте, он был cедьмым из девяти детей в семье. Дедом Альфреда Николовиуса был административный чиновник Матиас Бальтазар Николовиус (1717—1778), а дедом по материнской линии был писатель Иоганн Георг Шлоссер (1739—1799), а бабушкой по материнской линии была Корнелия Шлоссер (1750—1777), сестра знаменитого поэта-гения. 
Позже семья Николовиусов переехала в Берлин и он там поступил в гимназию Фридрихвердера. В молодости Николовиус провёл год с Гёте. Альфред изучал право в университетах Берлина, Бонна и Геттингена, где 30 марта 1831 года он получил степень доктора юридический наук. В 1832 году он получил степень хабилитации в Кёнигсбергском университете, а в 1834 году он был назначен адъютантом-профессором. 
В 1835 году он поступил в Боннский университет в качестве доцента и там преподавал каноническое, государственное, международное и феодальное право, а также, особенно регулярно изучал прусское земельное право до 1865 года.
В 1866 году Альфред Николовиус получил двухлетний отпуск и после этого больше не возвращался в университет. Он получил гораздо больше удовлетворения и успеха, чем в своей преподавательской деятельности, как писатель и историк литературы.
Альфред Николовиус скончался 22 марта 1890 года в Бонне в возрасте 83 лет.

## Память
Скульптор Отто Лессинг создал портретный бюст Альфреда Николовиуса. Мраморный бюст находится в коллекции Free Deutshce Hochshiff — музей Гёте — фо Франкфуте-на-Майне и считается утерянным во время войны. Николовиус принадлежал к другому семейному союзу Лессингов.